# Уваров Олексій Михайлович
Олексій Уваров (рос. Алексе́й Миха́йлович Ува́ров; нар. 1 червня 1981, Краснодар, СРСР) — російський футболіст, півзахисник.

## Життєпис
Кар'єру гравця розпочав у 2000 році у клубі «Вагонник» з Краснодара, в 2001 році перейшов у німецьку «Боруссію» з Фульда, а в 2003 рік відіграв у «Спартаку» з українського міста Суми. У 2004 році перейшов в одеський «Чорноморець», за який виступав до кінця 2004 року. У 2003 році був відданий в оренду в МФК «Миколаїв». Єдиний матч за «корабелів» провів 7 листопада 2003 року в гостьовому матчі з київським ЦСКА, забив переможний гол. Пізніше в міжсезоння перейшов у київський «Арсенал». У наступному сезоні гравець перейшов у казанський «Рубін», в якому провів три матчі в прем'єр-лізі, через рік перейшов у фарм-клуб «Рубін-2». 4 серпня 2009 року стало відомо, що Олексій продовжить кар'єру в клубі «Чорноморець» з Новоросійська.